# Коренной конец (элемент узлов)
Коренно́й коне́ц (англ. standing part — «устойчивая часть») — элемент узлов, один из двух концов троса, который — закреплён, уложен в бухту, нагружен и натянут. В связи с натяжением, коренной конец троса не может быть использован при завязывании узла. Коренной конец — нерабочая часть троса, которая противоположна ходовому (рабочему) концу троса — другому из двух концов верёвки. При работе с блоками коренной конец (лопарь) может быть короче ходового конца. В морском деле называют «коренным концом», в спортивных туризме и альпинизме — «грузовой верёвкой».
При завязывании галстука узкий конец, вокруг которого широким концом завязывают узел, называют «пассивным» (однако, есть галстучные узлы, в которых узкий конец является «активным»).